# The Defender of the Name

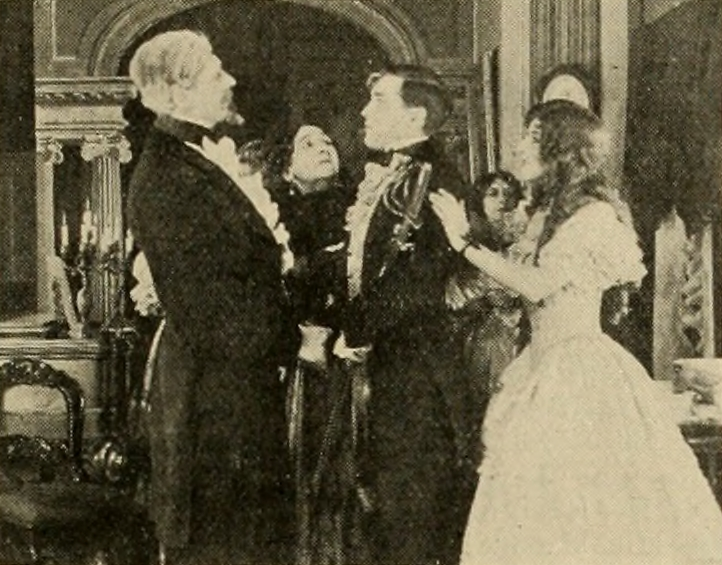
John Potter (Graham Velsey) meldet sich als Freiwilliger, bestärkt von seiner Schwester (Marion Leonard)

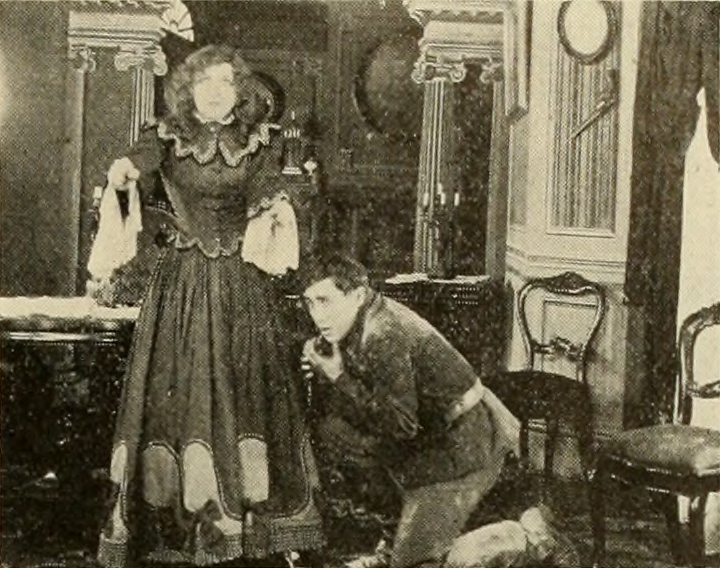
Rückkehr nach der Flucht aus dem Einsatz

The Defender of the Name (deutsch: Die Verteidigerin des Namens), ist ein US-amerikanisches Bürgerkriegs-Melodram des Regisseurs Stanner E. V. Taylor aus dem Jahr 1912, produziert von Stanners Ehefrau, der Hauptdarstellerin Marion Leonard.

## Handlung
John Potter ist der Sohn einer angesehenen und ob der Tapferkeit ihrer Soldaten gerühmten Familie des alten Virginia. Als die Nachricht vom Angriff auf Fort Sumter im Süden die Runde macht entschließt er sich zum Eintritt in die Confederate States Army. Er erhält den Auftrag, in einer Uniform der United States Army als Spion hinter den feindlichen Linien die Angriffspläne der Gegner zu beschaffen. Während des Einsatzes beobachtet er, wie ein vermeintlicher Spion der Konföderation von Soldaten der Nordstaaten exekutiert wird. Potter wird bewusst, dass ihm im Fall einer Entdeckung das gleiche Schicksal droht. Verängstigt schleicht er nach Hause zurück. Dort wird seine Schwester einzige Zeugin seiner Rückkehr und stellt ihn zur Rede. Beschämt begeht Potter Suizid, was im Film nur angedeutet wird.
Als Angehörige des Südstaatenadels kann die Schwester die Vorstellung nicht ertragen, dass ihre Familie einen Feigling hervorgebracht hat. Spontan entschließt sie sich, selbst die Mission ihres Bruders durchzuführen und so die Familienehre zu retten. Hinter den Linien der Feinde dringt sie in deren Hauptquartier ein und stiehlt die benötigten Dokumente. Auf dem Rückweg erschießt sie einen Offizier der Nordstaaten und flieht unter dem feindlichen Feuer. Zu Hause angekommen schleift sie die Leiche ihres Bruders ins Freie und steckt die Dokumente in seine Brusttasche. So wird er aufgefunden und als Held, der seine Mission mit dem Leben bezahlt hat, mit militärischen Ehren bestattet. Niemand kennt die Wahrheit, außer der Schwester, der „Verteidigerin des Namens“.

## Produktionsnotizen
The Defender of the Name war ein Vertreter der seinerzeit beliebten Filme, in denen vor dem Hintergrund des Sezessionskriegs eine junge Heldin hinter den feindlichen Linien spioniert. Dieses Thema wurde besonders durch die Schauspielerin Gene Gauntier populär gemacht, die wiederholt derartige Rollen spielte.
1911 entschlossen sich Marion Leonard, eine erfolgreiche Filmschauspielerin und nach Florence Lawrence das zweite Biograph Girl der American Mutoscope and Biograph Company, und ihr Ehemann Stanner E. V. Taylor zur Gründung einer eigenen Produktionsgesellschaft, der Gem Motion Picture Company. Der Stummfilm The Defender of the Name wurde als ihre erste Produktion bereits 1911 gedreht. Er wurde, wie alle Filme der Gem, erst nach der Einstellung ihres Geschäftsbetriebs von der Rex Motion Picture Manufacturing Company erworben und vertrieben. Die erste Kinovorführung fand am 28. Januar 1912 statt.
The Defender of the Name ist ein One-Reeler auf 35-mm-Film mit einer Länge von 300 Meter.

## Kritik
The Moving Picture World veröffentlichte in ihrer Ausgabe vom 1. Februar 1908 eine Inhaltsangabe und eine kurze Rezension. Der Rezensent lobte die Atmosphäre des Films und die historisch exakte Darstellung der Zeit des Bürgerkriegs in Bezug auf Kostüme und Bühnenbild. Ein anderer Kritiker pries die Leistung Leonards als selbstbewusster Heldin, verwarf aber die unglaubwürdige Story.